# حريق توماس
حريق توماس Thomas Fire هو حريق غابات ضخم أضر بمقاطعتي فينتورا وسانتا باربرا، وهو أحد الحرائق التي حدثت في جنوب كاليفورنيا في غضون ديسمبر 2017.

## أضراره
أحرق حوالي 440 ميل مربع قبل أن يتم احتواءه بالكامل في 12 يناير 2018، مما يجعله أضخم حريق غابات في تاريخ كاليفورنيا الحديث حتى ذلك الوقت، وقد تفوق عليه في الضخامة حريق رانتش Ranch Fire وهو أحد حرائق ميندوسينو Mendocino Complex بعد أقل من عام في أغسطس 2018.
دمر الحريق حوالي 1063 مبنى وألحق أضراراً بحوالي 280 مبنى آخر. وكلف الحريق أضراراً تقدر بحوالي 2.2 مليار دولار أمريكي، من ضمنها 230 مليون دولار تكلفة إخماده، مما يجعله سابع أكبر حريق مدمر في تاريخ الولاية. ثم صار ثامن أكبر حريق في أغسطس 2018. وقد عانت الأراضي الزراعية في مقاطعة فينتورا من أضرار تقدر بحوالي 171 مليون بسبب حريق توماس.